# جنیفر لیتهام
جنیفر لیتهام  (به انگلیسی: Jennifer Leitham) (زاده ۱۰ اوت ۱۹۵۳) موسیقی‌دان آمریکایی است.
او یک زن ترنس است.